# TV Slim
TV Slim (auch T.V. Slim, eigentlich Oscar Wills, * 10. Februar 1916 in Houston; † 21. Oktober 1969 bei Kingman, Arizona) war ein US-amerikanischer Blues- und Rhythm-&-Blues-Musiker (Gesang, auch Gitarre, Geige), Musikproduzent und Songwriter.

## Leben und Wirken
Wills begann seine Karriere in Houston, wo er – beeinflusst durch die Musik von DeFord Bailey, Sonny Boy Williamson I., 
Sonny Boy Williamson II. und Guitar Slim – eigene Kompositionen schrieb. Den Song Dolly Bee konnte er an Don Robey für Junior Parkers Produktion auf Duke Records verkaufen, bevor er die Möglichkeit hatte, das Stück selbst aufzunehmen. Dazu gründete er das Label Speed Records. Mit seinem Song über den kleinen Gauner Flatfoot Sam hatte er einen kleineren lokalen Erfolg. Die erste Version des Songs erschien 1957 auf dem kleinen Label Cliff Records, was Stan Lewis, später der Besitzer von Jewel/Paula Records, dazu veranlasste, Oscar Wills, der im Tagesjob Fernseher reparierte, zur Verwendung des Pseudonyms „TV Slim“ zu überreden. Die Single wurde dann unter „T. V. Slim and His Heartbreakers“ auf dem Chess-Sublabel Checker Records (#870) veröffentlicht.
Als Flat Foot Sam anschließend in einer Rhythm-&-Blues-orientierten Neuaufnahme in Cosimo Matassas Studio (mit Robert „Barefootin’“ Parker, Saxophon, Paul Gayten, Klavier, und Charles „Hungry“ Williams, Schlagzeug)  von Argo (#5277) veröffentlicht wurde, hatte TV Slim damit einen regionalen Hit. In den folgenden Jahren spielte TV Slim weitere Singles für die Label Speed, Checker, Pzazz, USA, Timbre, Excell und Ideel ein, mit denen er die Geschichte des Flat Foot Sam weiterführte, mit Flatfoot Sam Made a Bet, Flat Foot Sam Met Jim Dandy (1959) und Flat Foot Sam #2. Ferner nahm er vom Rock ’n’ Roll, Rockabilly und Rhythm & Blues beeinflusste Nummern auf, wie den musikalischen Etikette-Ratgeber Don’t Reach Cross My Plate, I Can’t Be Satisfied/Gravy Around Your Steak (Timbre 510), I’m a Real Man/You Won’t Treat Me (Ideel IM-5099), Your Kisses Changed Me (Speed 703) und Tired of Your Cheatin’ & Lying (S-102). TV Slim nahm noch 1968 in Los Angeles, produziert von Paul Gayten und mit dem Arrangement von Teddy Edwards, die Single Don’t Knock the Blues/My Heart’s Full of Pain auf (Pzazz 005). Auf dem Rückweg von einem Auftritt in Chicago starb TV Slim im Oktober 1969 an den Folgen eines Autounfalls in der Nähe von Kingman (Arizona). Albert Collins coverte später TV Slims Song Don't Reach Cross My Plate.

## Diskografische Hinweise
- Flatfoot Sam (Delmark Records)